# Coelichneumon aglaotypus
Coelichneumon aglaotypus är en stekelart som beskrevs av Heinrich 1966. Coelichneumon aglaotypus ingår i släktet Coelichneumon och familjen brokparasitsteklar. Inga underarter finns listade i Catalogue of Life.